# Плошиловська
Плоши́ловська (рос. Плошиловская) — присілок у складі Тарногського району Вологодської області, Росія. Входить до складу Забірського сільського поселення.

## Населення
Населення — 29 осіб (2010; 47 у 2002).
Національний склад (станом на 2002 рік):
- росіяни — 100 %